# Summer McIntosh
Summer Ann McIntosh (Toronto, 18 de agosto de 2006) es una deportista canadiense que compite en natación, especialista en los estilos libre, mariposa y combinado; tres veces campeona olímpica y doce veces campeona mundial.

## Trayectoria
Participó en dos Juegos Olímpicos de Verano, obteniendo cuatro medallas en París 2024, oro en 200 m mariposa, 200 m estilos y 400 m estilos y plata en 400 m libre, y el cuarto lugar en Tokio 2020, en las pruebas de 400 m libre y 4 × 200 m libre.
Ganó trece medallas en el Campeonato Mundial de Natación entre los años 2022 y 2025, y siete medallas en el Campeonato Mundial de Natación en Piscina Corta, en los años 2021 y 2024.
En junio de 2025 estableció una nueva plusmarca mundial de los 400 m libre (3:54,18), de los 200 m estilos (2:05,70) y de los 400 m estilos (4:23,65). En piscina corta batió en diciembre de 2024 el récord mundial de los 400 m libre (3:50,25), de los 200 m mariposa (1:59,32) y de los 400 m estilos (4:15,48).
En 2024 fue elegida «Nadadora del Año» por World Aquatics.

## Palmarés internacional
| Juegos Olímpicos                    | Juegos Olímpicos    | Juegos Olímpicos  | Juegos Olímpicos  |
| Año                                 | Lugar               | Medalla           | Prueba            |
| ----------------------------------- | ------------------- | ----------------- | ----------------- |
| 2024                                | París (Francia)     | Medalla de oro    | 200 m mariposa    |
| 2024                                | París (Francia)     | Medalla de oro    | 200 m estilos     |
| 2024                                | París (Francia)     | Medalla de oro    | 400 m estilos     |
| 2024                                | París (Francia)     | Medalla de plata  | 400 m libre       |
| Campeonato Mundial                  |                     |                   |                   |
| Año                                 | Lugar               | Medalla           | Prueba            |
| 2022                                | Budapest (Hungría)  | Medalla de oro    | 200 m mariposa    |
| 2022                                | Budapest (Hungría)  | Medalla de oro    | 400 m estilos     |
| 2022                                | Budapest (Hungría)  | Medalla de plata  | 400 m libre       |
| 2022                                | Budapest (Hungría)  | Medalla de bronce | 4 × 200 m libre   |
| 2023                                | Fukuoka (Japón)     | Medalla de oro    | 200 m mariposa    |
| 2023                                | Fukuoka (Japón)     | Medalla de oro    | 400 m estilos     |
| 2023                                | Fukuoka (Japón)     | Medalla de bronce | 200 m libre       |
| 2023                                | Fukuoka (Japón)     | Medalla de bronce | 4 × 100 m estilos |
| 2025                                | Singapur (Singapur) | Medalla de oro    | 400 m libre       |
| 2025                                | Singapur (Singapur) | Medalla de oro    | 200 m mariposa    |
| 2025                                | Singapur (Singapur) | Medalla de oro    | 200 m estilos     |
| 2025                                | Singapur (Singapur) | Medalla de oro    | 400 m estilos     |
| 2025                                | Singapur (Singapur) | Medalla de bronce | 800 m libre       |
| Campeonato Mundial en Piscina Corta |                     |                   |                   |
| Año                                 | Lugar               | Medalla           | Prueba            |
| 2021                                | Abu Dabi (EAU)      | Medalla de oro    | 4 × 200 m libre   |
| 2021                                | Abu Dabi (EAU)      | Medalla de plata  | 400 m libre       |
| 2024                                | Budapest (Hungría)  | Medalla de oro    | 400 m libre       |
| 2024                                | Budapest (Hungría)  | Medalla de oro    | 200 m mariposa    |
| 2024                                | Budapest (Hungría)  | Medalla de oro    | 400 m estilos     |
| 2024                                | Budapest (Hungría)  | Medalla de plata  | 200 m espalda     |
| 2024                                | Budapest (Hungría)  | Medalla de bronce | 4 × 100 m libre   |